# Finndraba
Finndraba (Draba cinerea) är en korsblommig växtart som beskrevs av Johannes Michael Friedrich Adam. Enligt Catalogue of Life ingår Finndraba i släktet drabor och familjen korsblommiga växter, men enligt Dyntaxa är tillhörigheten istället släktet drabor och familjen korsblommiga växter. Enligt den finländska rödlistan är arten sårbar i Finland. Arten har ej påträffats i Sverige. Artens livsmiljö är kalkklippor och kalkbrott. Inga underarter finns listade i Catalogue of Life.